# Philippe Cattiau
Philippe Cattiau (Saint-Malo, França, 28 de juliol de 1892 - 17 de febrer de 1962) fou un tirador d'esgrima francès, guanyador de vuit medalles olímpiques al llarg de cinc Jocs Olímpics.
Va participar, als 27 anys, en els Jocs Olímpics d'Estiu de 1920 realitzats a Anvers (Bèlgica), on va aconseguir guanyar la medalla de plata en les proves de floret) individual i per equips. En els Jocs Olímpics d'Estiu de 1924 realitzats a París (França) va aconseguir guanyar la medalla d'or en la prova de floret per equips i novament la medalla de plata en la prova individual. En els Jocs Olímpics d'Estiu de 1928 realitzats a Amsterdam (Països Baixos) va aconseguir guanyar la medalla de plata en la prova per equips de floret, finalitzant així mateix cinquè en la prova individual. En els Jocs Olímpics d'Estiu de 1932 realitzats a Los Angeles (Estats Units) guanyà la medalla d'or en la prova per equips de floret i d'espasa, finalitzant novè i sisè respectivament en les proves individuals. Finalment en els Jocs Olímpics d'Estiu de 1936 realitzats a Berlín (Alemanya nazi), els seus cinquens Jocs, aconseguí guanyar la medalla de bronze en la prova d'espasa per equips.
Al llarg de la seva carrera guanyà nou medalles en el Campionat del Món d'esgrima, entre elles quatre medalles d'or, entre les edicions de 1927 i 1937.